# Parma kermadecensis
Parma kermadecensis là một loài cá biển thuộc chi Parma trong họ Cá thia. Loài này được mô tả lần đầu tiên vào năm 1987.

## Từ nguyên
Từ định danh được đặt theo tên gọi của nơi mà mẫu định danh được tìm thấy, quần đảo Kermadec (–ensis: hậu tố biểu thị nơi chốn).

## Phạm vi phân bố và môi trường sống
P. kermadecensis là một loài đặc hữu của New Zealand, chỉ được tìm thấy tại quần đảo Kermadec và quần đảo Poor Knights. P. kermadecensis sống tập trung gần những rạn đá ngầm ở độ sâu khoảng từ 3 đến 20 m.

## Mô tả
Chiều dài tối đa được ghi nhận ở P. kermadecensis là 22 cm. Cá trưởng thành có xanh lam xám. Vảy cá sáng màu nên nhìn tổng thể thì P. kermadecensis gần như là màu trắng. Đầu có màu phớt nâu, đặc biệt là vùng mõm và quanh ổ mắt. Nhiều cá thể có thêm một dải màu xanh lục nhạt ngay sau đầu. Cá con có các khoanh màu vàng và đen xen kẽ, lốm đốm các chấm xanh sáng trên đầu và gần cuống đuôi.
Số gai ở vây lưng: 13; Số tia vây ở vây lưng: 18; Số gai ở vây hậu môn: 2; Số tia vây ở vây hậu môn: 14; Số gai ở vây bụng: 1; Số tia vây ở vây bụng: 5.

## Sinh thái học
Thức ăn chủ yếu của P. kermadecensis là tảo. Cá đực có tập tính bảo vệ và chăm sóc trứng; trứng bám vào nền tổ.